# サルヂエ
『サルヂエ』は、中京テレビ東京制作局が制作し、日本テレビ系列で2004年4月5日から2007年1月31日まで放送されていたクイズ・バラエティ番組。当初は深夜に放送されていたが、2005年10月19日からゴールデンタイムに進出した。なお、「サルジエ」は誤字。

## 出演者

### 司会
司会は顔に猿の特殊メイクを施し、素顔を隠した状態で司会進行を行った。
- サルくん（藤井隆）
- サルさん（初代）（岡田眞澄、2004年4月5日 - 2005年7月11日）
- サルちゃん（はしのえみ、2005年7月18日 - 8月1日・10月19日 - ）
- サルさん（2代目）（徳光和夫、2006年10月18日[1] - ）

#### 代理司会
- おサルの陣ちゃん（陣内智則、2005年8月8日 - 8月22日）
- サルおばちゃん（柴田理恵、2005年8月29日 - 9月12日）
- サルの後藤くん（後藤輝基（フットボールアワー）、2005年9月19日 - 9月26日）
- サルのノンちゃん（岩尾望（フットボールアワー）、2005年9月19日 - 9月26日）

### 主な解答者
（五十音順）
- 遠藤章造
- 乙武洋匡
- 勝俣州和
- 叶美香
- 柴田理恵
- 高田純次
- 西川史子
- 間寛平
- 藤谷美和子
- 細山貴嶺
- 眞鍋かをり
- 保田圭
- 安めぐみ
- 柳沢慎吾
- 山口もえ
- 山田花子
- 梨花

他

## 放送時間の変遷
- 2004年4月 - 9月 ： 月曜日23:40 - 翌0:10
- 2004年10月 - 2005年9月 ： 月曜日23:40 - 翌0:20
- 2005年10月 - 2007年1月 ： 水曜日19:58 - 20:54（ゴールデンタイムに進出）

## 放送概要

### 番組の設定と内容
- 番組名の由来は小賢しく思慮の足らない様を意味する「猿知恵」から来ている。
- 猿の惑星からやって来た猿、サルくんとサルちゃん（※深夜時代はサルくんとサルさん）が、地球のホモサピエンス（芸能人）達の脳の柔軟性を試すためになぞなぞを中心としたクイズを出題していくという内容だった。
- 番組では視聴者からの問題も募集していて、採用されると番組特製の「さるのこしかけ」と称するアウトドア用の椅子がプレゼントされた。

### 番組の歴史
- 深夜での放送が好評だったことから、2005年1月4日にゴールデンタイム進出第1弾として「新春サルヂエ大決戦！芸能界なぞなぞNo.1!!」が放送したところ、高視聴率を獲得。それを受けて、4月7日にゴールデンタイム進出第2弾が放送された。
- 2005年10月19日以降は、深夜のレギュラー放送とゴールデンタイムに放送した特番が高視聴率だった実績を買われ、放送時間がそれまで『ミンナのテレビ』が放送されていた水曜日19時58分に移動し、それまでの30分番組から1時間番組となった。これと同時に、サルさん（岡田）の代理を務めていたサルちゃん（はしの）が正式な司会に就任した。初回は『1億人の大質問!?笑ってコラえて!』を休止したスペシャル版で、19時からの2時間放送であった。
- ゴールデン進出以降は多くの特別番組が組まれたり、番組のルールが何度も変更されたりするなどのテコ入れが施された。
- レギュラー放送のゴールデン進出1周年を迎えた2006年10月18日放送分からは番組が大幅にリニューアル。スタジオのセットが古代エジプトをイメージしたものから白色を基にした明るめの物に変更され、司会のサルくん・サルちゃんの衣装がオレンジ色から黄緑色に変わり、番組ロゴやタイムアップ時のBGM・CG[2]なども変更された。さらに、これまでスペシャルのみ登場していた徳光和夫が「サルさん（2代目）」名義で司会に加入した。その後、2007年1月31日放送の2時間スペシャル『サルヂエ・国盗りなぞなぞ合戦!』をもって番組は終了した。
- 当番組終了後は2月7日・14日および21日の『マチャミの名曲100選 心に残るこの一曲「あの時聴いた、歌ったのはこんな歌」』、2月28日の『サッカー北京五輪アジア2次予選』の単発放送を経て、3月7日からは後番組として特別番組で好評だった『今田ハウジング』がレギュラー化された（2008年3月12日をもって終了）。

### 初代「サルさん」こと岡田眞澄について
- サルさんこと岡田は「サルくんの執事役」として、出題やヒントの提供を担っていた。
- 2005年7月11日放送分をもって岡田が食道癌手術を伴う病気療養のために番組を降板。翌週から9月26日放送分までは週替わりで代理司会が置かれる事になった（上記参照）。
- 2006年5月31日の放送で、放送日の2日前の29日に死去した岡田を追悼する名場面集が約1分に渡り番組冒頭に放送された。本来は番組は番組構成と演出上、司会者のタレント名を非公開にするスタイルをとっていたが、今回初めて司会者のタレント名を公開したことになった。また当日の番組表には「岡田眞澄サルさん追悼名場面集」と書かれていたが、一部新聞紙には番組の広告が出稿されており、入稿が間に合わなかったためか広告には岡田のことについては触れられていなかった。
- 2006年4月5日放送の「超人気番組大集合!春のサルヂエ祭り!2006」で、司会にサルミツさんこと徳光和夫が初登場し、2006年10月に徳光がレギュラー加入した際に2代目サルさんとして、岡田が名乗っていたサルさんの名称を継いだ。

### その他の情報
- 中京テレビ制作で初のゴールデンタイムで全国放送するレギュラー番組でもあったが[注 1]、番組の終了によって中京テレビ企画制作のゴールデンタイムにおける全国ネットの番組は1年4か月で一旦廃枠になった。2021年4月より火曜19時枠に同局制作の『ヒューマングルメンタリー オモウマい店』が開始したことにより、当番組の終了から14年ぶりに同局制作のゴールデンタイムでのレギュラー番組が復活することとなった[3][注 2]。
- ただし、ゴールデンタイムに進出した2005年10月以降は企画制作が中京テレビ・制作著作が日本テレビとなり、日本テレビ中心での共同制作となった（この日より前に放送されたスペシャル、ならびにオモウマイ店の開始前にゴールデンタイムで放送された中京テレビ制作の特別番組[注 3]では逆）。なお、日本テレビが著作権を持ち、スタッフも日本テレビから入ることで一部入れ替わっている。これはもともと水曜日20時台が日本テレビの制作枠だったためであり、中京テレビが企画・収録等の番組制作会社的な役割を、日本テレビが営業・配信・一部スタッフ出しをそれぞれ分担する体制が取られた。
- ゴールデンタイム時当初のネットCMは開始当初は前番組『ミンナのテレビ』より1分少ない5分だった。2006年4月に4分30秒に縮小され、10月には『NEWS ZERO』の水曜分のスポンサーを1分確保と『笑点』の30秒確保があり、『欽ちゃんの気楽にリン』時代から続いたHONDAのCMが金曜日23時台の『未来創造堂』に移行され[注 4]、3分となった。
- 『必ず問題の答えが複数にならないようにする』というスタッフ内でのルールに則り、問題制作に非常に長い時間をかけていた。
- 音声は深夜放送時代はステレオ放送だったが、ゴールデンタイム進出後はモノラル放送（モノステレオ放送）となっていた。
- ゴールデンタイムに進出した当初、中京テレビは深夜時代の本番組を日曜昼に中京広域圏ローカルで再放送していた。

## 基本ルール

### 深夜放送時代
- 解答者は4名。
- 出題時およびヒントが出される時に、事前に調査したホモサピエンス（一般人）100人の正答率が発表される。
- 正答が出ないと新しくヒントが出され（ヒントが出る毎にこれで解けたらIQがいくつかのテロップも表示される）、問題ごとに早く正解した解答者（早押し問題では2問先取）から、飲み物が用意された“早抜けサルーン”と呼ばれる別室に移動することができる。基本的に飲み物（アルコール類も含む）が用意されているが、1度、レバ刺（脇知弘のリクエスト）とパン（遠山景織子のリクエスト）が出てきたことがある。
- 最後の1名が正解を知ったと思われる時やなかなか正解が出ない場合、サルくんの判断で「TIME UP」（=タイムアップ。時間切れ）となり、その問題は終了する。
- 深夜の放送であったこともあり、ゴールデン進出後と比べ、難易度の高い問題が多く出題されていた。
- 得点を競ったり、優勝者を決める内容ではなく、解答者の柔軟な発想とひらめきを試す内容だった。

### スペシャル放送時
- 解答者は18名から50名（回によって人数は異なる）
- 筆答で答える問題では、制限時間以内に正解するとポイントを獲得できる。制限時間の無い問題では徐々にヒントも出されるが、ヒントが出る度に獲得できるポイントも減少する。
- 成績上位5名が決勝戦に選出され、正答率のかなり低い問題に早押しで問題に答える。3問正解で“芸能界なぞなぞNo.1”となる。

### ゴールデンタイム進出後のルールの変遷
- 2005年10-12月は、解答者の紹介も兼ねた1対1のクイズバトル（「サルのばし」と「もどりヂエ」）の後、A・Bブロック各5名ずつに分かれて予選を行い、各ブロックの上位2名＋敗者復活戦の勝者1名の5名で決勝戦を行う。決勝戦は、正答率の比較的低い問題に早押しで答え、3問正解で“芸能界なぞなぞNo.1”となる。
- 2006年1-3月は、1対1クイズバトル（「サルのばし」と「もどりヂエ」）以外の全てが10人による予選となり、上位5人が決勝進出する方式に変わった（決勝のルールは同じ）。
- 2006年4月-6月7日放送分までは、全ての問題に10人全員が参加して、成績や答え方などを用いて分析された番組独自の脳年齢を実年齢と比較していた。
- 6月21日放送分からは、3人1チームの6チーム対抗戦形式に変更され、最後に一番得点の高かったチームには賞金100万円獲得の挑戦権が与えられた[注 5]。
- 10月18日放送分からは2人1チームの4チーム対抗戦形式に変更。各チームの正解率によって順位付けをした。チームカラーは左から順に青・黄・緑・橙であった。
- 11月15日放送分からは、8人による個人戦形式に変更。正解率によって順位付けをした。

## 出題された問題

### 深夜からのなぞなぞ問題
OLに人気! 暗号問題
文字の色や配置などから、何を表しているのかを当てる。『脳内エステ IQサプリ』での「サプリ文字」と同じ内容の問題である。
ゴールデン昇格後は「暗号なぞなぞ」に改題された。
女子高生に人気! 芸能人問題
芸能人の名前を答えさせる問題など、芸能人に関する問題が出題される。
ゴールデン昇格後は「楽屋ヂエ」等、芸能人に関わる問題がまとめられて、「芸能ヂエ」に改題された。
ハヤヂエ
深夜時代のオープニングコーナー
肩慣らしとして出題。ホモサピエンスのヒントなしでの正答率80％以上の問題が出題され、早押しで解答する。2問正解で勝ち抜けとなる。
問題は全て暗号問題から出題される「暗号ハヤヂエ」という姉妹版が行われることもある
ダブルヂエ
二通りの意味を持つ文章を当てる。『マジカル頭脳パワー!!』の「マジカルフレーズ」とほぼ一緒。
サルナラベ
1〜3文字の単語の羅列を並べ替えて出来る、有名人の名前を当てる。この問題は他の問題よりも比較的簡単だからか、「TIME UP」が非常に早い。
サル芝居
チンパンジー出演のドラマを流し、そこから問題を出題。当初はスペシャルで、後にはレギュラーとなった。
楽屋ヂエ
とある有名人の楽屋に置かれている物等から誰の楽屋であるのかを当てる。
ゴールデン昇格後は「女子高生に人気! 芸能人問題」等、芸能人に関わる問題がまとめられて、「芸能ヂエ」に改題された。
サルヂエ3択、サルヂエ4択
3つの写真または解答者4人の写真が出され、問題を元にどれが正解であるのかを当てる。ただし、理由が正しくないと正解とならない。
サルナンバー
数字が3つ登場しこの数字に共通する事項は何か、あるいは3つの数字が登場した後伏せた数字が登場しそれを含めた共通する事項は何かを当てる。
週間サルヂエニュース
新聞の芸能面に書いてある記事から問題を出題。内容は全てフィクション。

### ゴールデンで過去に出題された主な問題

#### なぞなぞ系の問題
ねんどヂエ
粘土のアニメを流し、そこから問題を出題。
サルどっち
様々な言葉が2つのグループのどちらかに組み分けされるので、指定した言葉はどっちのグループに入るか、理由と共に答える。「あるなしクイズ」のレベルアップ版であると共に、フジテレビの『脳内エステ IQサプリ』における「サプリdeどっち?｣と同じ内容の問題でもある。
旅ザル
「猿」がつく地名の場所を猿の姿をした芸人が訪れ、そこで地元の人から聞いてきたなぞなぞを出題する。
スペシャルでのみ出題されていた「コザルヂエ」を改訂したもの。
日本全国なぞなぞ探しの旅
「サル」と関係のある町へスタッフが訪れ、町の人とふれあいながら、地元の人が知っている面白いなぞなぞを出題する。
「旅ザル」を改訂したもの。
暗号なぞなぞ
文字の色や配置などから、何を表しているのかを当てる。
20秒の制限時間が付いている問題も多く出題された。
深夜時代に出題されていた「OLに人気! 暗号問題」を改題したもの。
芸能ヂエ
問題や答えが芸能人に関係するなぞなぞを出題する。
深夜時代に出題されていた「女子高生に人気! 芸能人問題」と「楽屋ヂエ」を統合したもの。
サルヂエ芸能ニュース
芸能人に関するスクープ記事からなぞなぞを出題する。もちろん内容はフィクション。
深夜時代に出題されていた「週間サルヂエニュース」を改題したもの。
早抜けサバイバル
正答率60％の暗号問題に筆記（残り5人以下になったら早押し）で解答。正解すると抜けられ賞金袋（1万円入り）を獲得できるが正解するのが遅いほど、賞金袋のサイズ（と金額）が小さくなっていく。答えられないとずっと居残り。最後の1人になったら終了、“カチカチ頭No.1”が決定。
3人1組で6チームの対抗戦だった時期に、各チームの代表者1人が挑戦し、正解すると抜けられ高得点を獲得できるが正解するのが遅いほど、得点が少なくなっていくというルールで行われたこともある。
きみまろヂエ
“サルの小路きみまろ”（綾小路きみまろ）が漫談を行い、その中で駄洒落を絡めた問題を出題。この問題は制限時間があり、制限時間20秒以内に答えを書いて、正解者全員に同一のポイントが加算される。
また、問題は中高年の正解率が70%以上だった問題が出題される。
この問題は、『マジカル頭脳パワー!!』の「タレント早押しクイズ」と類似している。
後に、綾小路きみまろからの出題と漫談が廃止され、「ダジャレなぞなぞ」となった。
ダジャレなぞなぞ
駄洒落を絡めたなぞなぞを出題。制限時間20秒以内に筆答で答える。
「きみまろヂエ」を改訂したもの。
せんヂエ
文字などに線を1本書き足して、指定された言葉にする。
絶叫ヂエ
駄洒落を扱ったなぞなぞ問題に答える早押しクイズ。代表者1名がマイクに向かって答えを叫び、その時のホーン数がそのまま正解時の得点となる。
サル劇場
お笑い芸人がコントの中で出題する暗号問題を解く。
チームから各1名代表者を出して、計6名で行う早抜け方式。
100万円獲得ステージ
優勝した1チームのみが挑戦。問題は難易度が高いなぞなぞが1問出題され、制限時間1分以内に正解できたら100万円獲得。20秒経過、40秒経過時にヒントが与えられ、1分経過しても答えられなかったり、間違えた場合はスタジオの照明が赤くなり失敗となる。
制限時間表示は『クイズタイムショック』をイメージさせるデザインとなっており、画面を縁取るようにして60本の細長いライトが表示され、1秒経過する毎にライトがオレンジ色から赤色に変わっていくことで時間の経過を表現していた。（ヒントが与えられる20秒、40秒のライトは紫色に表示されていた。）ちなみに、これは視聴者用の演出で出演者は普通のデジタル時計で時間を確認していたようである。
クイックなぞなぞ
ホモサピエンスの正答率の代わりにホモサピエンスの正解までにかかる平均タイム（ひらめきタイム）を発表し、その平均タイム以内に筆答で「暗号なぞなぞ」や「ダジャレなぞなぞ」などのなぞなぞに答える。

#### 脳力トレーニング系の問題
イロヂエ
1枚の絵を覚えた後、指定された箇所は何色で塗られていたかを当てる5択問題。
4モヂエ
最初に片仮名4文字の言葉を見せた後、文字を伏せている状態で、次々と文字が入れ替わっていく。文字の変化を把握しつつ、最後にどんな言葉になったかを答える。
かわりヂエ
切り替わっていく2枚の写真にある間違いを見つける。

#### その他の問題
あなうめシリトリヂエ
2006年1月から登場したクイズで、あるテーマに沿った言葉4個でシリトリ。1個目と4個目の言葉、及び2個目と3個目の言葉の一部の文字が埋まっている状態から、まだ埋まっていないマスを埋めて、シリトリを完成させる。『マジカル頭脳パワー!!』の「なかまでシリトリ」と類似しているが、「なかまでシリトリ」は、2個目・3個目に関するヒントを元に正解を導き出すのに対し、「あなうめシリトリヂエ」では数文字ずつ判明する言葉の文字から正解を導き出していく。
おサルの日記
2006年1月から登場したクイズで、日記の文章の中に隠れている有名人の名前を探す（苗字と名前は離れておらず、フルネームがそのまま隠れている）。最初は筆答形式だったが、後に早押しクイズとなった。
サルのばし
芸能人の顔をCGで引き伸ばし、だんだん縮め、元に戻る間までに誰であるのかを当てる早押しクイズ。
もどりヂエ
蝋細工が溶けていく様子を逆再生した映像を見て、何の蝋細工が溶けているのかを当てる早押しクイズ。
カクレヂエ
裏に1〜3文字のひらがなが書かれているパネル9枚が回っており、その中から2枚以上を使って（既に使われたパネルを再び使ってもよい）、指定したお題の言葉を答える早押しクイズ。正解は複数（5〜6個）存在する。ただし、使われないパネルが回ることもある。
おサルの車窓から
2006年1月から登場した早押しクイズで、電車の車窓からの映像を見て、特定のひらがなが入る言葉のものを見つける。正解は複数（7個前後）存在する。終点になると電車の速度が特急→急行→鈍行と遅くした上で再び同じ映像が流れるが、速度が早い段階で正解すればより高いポイントを獲得できる。
ドキドキ風船ヂエ→風船スロットヂエ
3枚のイラスト・写真の読みを繋げると出来る言葉は何かを当てる早押しクイズ（『ロンQ!ハイランド』にも似たようなクイズ「忍者も〜じ」というものがある）。
正解できなかったチーム（個人）の頭上では風船が少し膨らみ、風船が割れた時点で終了。
風船の罰ゲームの無くした「スロットヂエ」という姉妹版のクイズもある。
サル太鼓
太鼓のリズムや強弱に合わせて芸能人の顔が伸び縮みする映像を見て、誰の顔であるかを当てる早押しクイズ。
スペシャルで初登場したが、レギュラー放送では僅か1〜2回しか出題されなかった。
マジックヂエ
手品師のからくりどーるが扮した“マジックモンキー”が行う手品のトリックを当てる。早抜け形式。
でかもヂエ
画面に大きな立体の2文字のひらがなが現れ、それをカメラが様々な方向と角度から捉える映像を見て、この文字が何という文字かを当てるクイズ。
『マジカル頭脳パワー!!』の「立体文字クイズ」に似ているが、視点移動がより激しくなった。
海底なぞなぞ（海底ヂエ）
“なぞなぞ”と題されているが実際にはなぞなぞではない。
CGで作られた魚が通過した部分だけ回転している2文字の字が見える海底の映像を見て、何とかいてあるかを当てる。
まちがいザル
数匹の猿の中から、1匹だけ動きが違う猿を探す。
くるくるUFOヂエ（くるくるメッセージ）
続けて読むと問題文になる3つの単語が回転しており、その問題に答える。
ただし、単語を読む正しい順序は提示されていないので自分で発見しなくてはならない。
回転する部屋
部屋の様子を記憶し、部屋の回転後に変わったところを当てる。
サルさんの頭のストレッチ
徳光和夫が扮する（2代目）サルさんが写真を使った間違い探しなどのクイズを出題する。

#### リズム系ゲーム
サカサヂエ
10名全員で協力して挑戦。逆さに読まれた3文字の言葉をリズムに合わせて正しく言い直す。グループになって1回でも間違えた時点でアウト。
まるてんヂエ
10人全員で挑戦するコーナーで、与えられた言葉から半濁点（まる）と濁点（てん）を全て消して解答する。（例：ウィキペディア→ウィキヘティア）
1回でも間違えた時点でアウト。2006年1月からは、間違えた人から脱落していく生き残り方式に変化。
サル算
2006年1月から登場したコーナーで、積（掛け算の答え）または商（割り算の答え）から積や商が成立する計算式を答える。積は「○掛け×」、商は「○割る×」と答える。計式に1と2は簡単なので使うことはできないが、一度使われた数式を再び使っても良い。間違えた人から脱落していく生き残り形式。
まんなかヂエ
指定されたひらがな1文字が真ん中（2文字目）に入っている3文字の名詞を答える。間違えた人から脱落していく生き残り形式。
カミカミラップ
ラップのリズムに合わせて、読まれた言葉の後に、指示された1文字をその言葉の頭に付けて詰まる事無く、復唱する。
初登場した番組対抗SPの場合のみ、読まれた言葉の後に、指示された言葉を言う。これを詰まる事無く4回繰り返せば成功というルールだった。3〜4回目に、詰まり易い様な言葉が読まれる。

### スペシャルのみの問題
サルまわし
回転する物体が何であるのかを当てる。徐々に速度が落ちる。
過去に『マジカル頭脳パワー!!』で出題された「マジカル超グルグル」と同一の問題。
コザルヂエ
日本全国にある"猿"と名が付く地名の小学校の児童が問題を出す。
有名芸能人 私は誰でしょう
問題から連想する芸能人を当てる。
解答後、その芸能人がなぞなぞを1問出題する。
バトルヂエ
解答者が1対1で早押しで問題に答える。ホモサピエンスの正答率が低いなぞなぞ問題や映像クイズが出される。

### その他のコーナー
フリフリグッパー体操
2005年10月から2006年3月、2006年10月から12月までは「フリフリグッパー」というテーマ曲に合わせて実際に体操をするコーナーがあり、この体操は“手・足を閉開したり、腰を振ったりすることで、脳を活性化する効果がある”というものだった。この体操は茨城県利根町で考案されたもので、NHKの「難問解決!ご近所の底力」で紹介されたのが最初である。
このコーナーの前まででの正解率や得点の下位2人の解答者が司会の2人と一緒に体操する。
ゴールデンタイムに進出した2005年10月から2006年3月までは、このテーマ曲がエンディングで流れていた。

## 書籍
- 『サルヂエSARUDIE Vol.1』2004年8月3日発売
- 『サルヂエSARUDIE Vol.2』2004年11月16日発売
- 『サルヂエSARUDIE Vol.3』2005年3月1日発売
- 『サルヂエSARUDIE Vol.4』2005年7月12日発売
- 『サルヂエSARUDIE Vol.5』2005年12月22日発売
- 『サルヂエSARUDIE Vol.6』2006年3月31日発売
- 『サルヂエSARUDIE Vol.7』
- 『サルヂエドリル」2005年8月発売（初回限定『サルヂエの輪』付）

## 商品
- サルヂエ マジックトランプ（2006年10月11日発売、製造元:エポック社） - 番組内キャラクターのマジックモンキーが使っていたカードのレプリカ。「サルヂエ マジックトランプ赤」と「サルヂエ マジックトランプ青」の2種類があり、それぞれ5種類のマジックが楽しめる。また、普通のトランプとしても使える。

## エンディング主題歌
1. 『Level42』（2004年4月） - 木村カエラ
2. 『想いが言葉に変わるとき』（2004年4月-6月） - 古明地洋哉
3. 『月灯り』（2004年7月-10月） - MOLMOTT
4. 『「さよなら」「ありがとう」〜たった一つの場所〜』（2004年11月） - 川嶋あい（2006年1月4日のスペシャルでパネリストとして出演）
5. 『HUG』（2004年12月） - 東方神起
6. 『Shake You Down』（2005年1月） - FLAME
7. 『ラズベリーパイ』（2005年2月） - 中ノ森BAND
8. 『あたらしい季節へ』（2005年3月） - Lead
9. 『IKE IKE』（2005年4月） - HINOI TEAM
10. 『Whatever』（2005年5月） - 中ノ森BAND
11. 『ドント・ファンク・ウィズ・マイ・ハート』（2005年6月） - ブラック・アイド・ピーズ
12. 『DRIVE』（2005年7月） - SEAMO
13. 『Dragon』（2005年8月） - Zwei
14. 『サンセット』（2005年9月） - Mi
15. フリフリグッパー体操のテーマ曲（2005年10月から2006年3月まで）

※2006年4月以降、エンディング主題歌は使われていない。

## スタッフ

### 深夜放送時代
- 構成：高須光聖、中野俊成、本田水奈子、松本真一
- TP：長滝淳子
- TD：遠山康之
- CAM：秋山勇人/木俣希、小出豊（正解席のカメラ担当）（表示なし）
- VE：瀧本恵司/谷古宇利勝（表示なし）
- AUD：杉山直樹/高橋幸則（表示なし）
- 照明：小井出正夫
- 美術デザイン：野口陽介
- 美術：フジアール
- アートプロデューサー：柴田慎一郎
- 美術進行：小山千香子（SP（1）のみ）、中村能久（SP（2）のみ）
- モニター：本木満
- 電飾：福田隆正
- 技術協力：ニユーテレス、ジャパンテレビ、テルミック、スタジオヴェルト、パナソニックセンター有明スタジオ/スウィッシュ・ジャパン（サル芝居のみ）
- メイク：百武朋
- CG：小平カズマサ（オフィス・ティー・レンジ）
- ヘアメイク：atolier jam
- スタイリスト：f.i.j
- 編集：古橋美希夫
- MA：大竹雄一
- 音効：白川亮太（マジカル）
- TK：柳瀬美枝
- 編成：白石吉彦（CTV）（表示なし）
- クイズ協力：内海邦一、森野伸治、水野圭祐、村田ヒロシ、成田順、穂坂友広/多湖輝（初期のみ、著書「頭の体操」から出題）
- 音楽協力：日本テレビ音楽
- 製作協力：吉本興業
- 広報：橋本香（CTV）
- デスク：小澤慧里子
- AD：古田裕則（表示なし）
- ディレクター：市健治（CTV）、本多晋、広瀬陽一（ビーダッシュ）
- チーフディレクター：津留正宏（CTV）
- 演出：竹田次彦、林敏博（ビーダッシュ）
- プロデューサー：村井清隆（CTV）、岡本昭彦、阪口知里（吉本興業）
- チーフプロデューサー：安部田公彦（CTV）
- 制作：苅谷隆司
- 制作著作：中京テレビ

### ゴールデンタイム・レギュラー放送時代
- ナレーター：『現在』・木村匡也（メイン）、市川展丈（サブ）、『過去』・難波圭一（メイン）、笠原留美（サブ）、加藤精三（サル王）、神田朱未
- 構成：中野俊成、本田水奈子、松本真一、一色秋三郎（高須光聖の別名）
- クイズ作成：内海邦一、森野伸治、田中健一、穂坂友宏、水野圭祐、及川哲郎、大西右人、オグロテツロウ、河野有、竹村武司、照井良平、水野としあき、村田恭弘、吉川スミス、湊星子
- TM：福王寺貴之（日テレ）
- SW：高梨正利
- CAM：山田祐一
- 音声：池田正義
- VE：佐久間治雄、矢込宏敬
- 照明：内藤晋
- 美術：高野豊
- 美術デザイン：道勧英樹
- 大道具：赤木直樹
- マルチモニター：本木満（ジャパンテレビ）
- 電飾：柴崎武人（コマデン）
- コスチューム：高堂のりこ
- メイク：百武朋
- ヘアメイク：atolier jam
- CG：小平カズマサ
- 編集：古橋美希夫
- MA：大竹雄一
- 音効：白川亮太（マジカル）
- TK：柳瀬美枝、橘京子
- 協力：NiTRo、日テレアート、スウィッシュ・ジャパン、ニューテレス、スタジオヴェルト
- 広報：立松典子（日テレ）、内藤庸介（CTV）
- デスク：小澤慧里子（CTV）、呉羽あゆみ（日テレ）
- ＡＤ：古谷智史（スペード・ワン）、小林大我・山中雅之・才木孝章/吉田真衣・薄靖明・山﨑大介
- ディレクター：市健治・本多晋・宗宮功卓（CTV）、広瀬陽一（ビーダッシュ）、大美賀利征（スペード・ワン）、山上寛人（ランブル・ビー）、新井友和
- 総合演出：竹田次彦（フリー）、津留正宏（CTV）、林敏博（ビーダッシュ）
- プロデューサー：村井清隆（CTV）、大野彰作（日テレ）、奥井剛平（吉本興業）
- チーフプロデューサー：苅谷隆司（CTV）、安部田公彦（CTV）、菅賢治（日テレ）、髙橋潔（CTV）
- 制作協力：吉本興業
- 企画制作：中京テレビ
- 制作著作：日本テレビ